# Савин Віктор Маркіянович
Ві́ктор Маркія́нович Са́вин (Савін) (нар. 13 лютого 1907, Завадівка — пом. 9 червня 1971, Львів) — український радянський живописець; член Спілки художників України.

## Біографія
Народився 31 січня [13 лютого] 1907 року в селі Завадівці (тепер Кропивницький район Кіровоградської області, Україна) в сім'ї вчителя. З 1924 по 1927 рік одночасно навчався у Харківській художній профшколі і Харківському художньому інституті (викладачі Іван Дубасав, Семен Прохоров та Олексій Кокель); у 1927—1929 роках продовжував навчання в живописній студії Центрального дому мистецтв у Ленінграді у Юхима Чепцова та Ісаака Бродського.
Викладав в Українському поліграфічному інституті у Харкові; з 1939 року доцент.

Надгробок Віктора Савина на Личаківському цвинтарі у Львові

З 1946 року переїхав до Львова, де продовжив працювати у Українському поліграфічному інституті. Член КПРС з 1965 року. Помер 9 червня 1971 року у Львові. Похований на  полі № 1 Личаківського кладовища.

## Творчість
Працював у галузі станкового живопису, писав картини з радянською тематикою, портрети (серед інших Івана Франка, Тараса Шевченка, Миколи Скрипника); займався ілюструванням книг, виконував пропагандистські плакати. Серед робіт:
- «Перша тракторна колона на селі» (1930);
- «Класова помста» (1935);
- «Кармалюк» (1937);
- «Зустріч Т. Г. Шевченка з М. С. Щепкіним у Нижньому Новгороді» (1939);
- «Т. Г. Шевченко» (1939);
- «У рабство» (1947);
- «Гра у шашки» (1948);
- «Вуз закінчив» (1954);
- «1919 рік» (1957);
- «Молодість Карпат» (1963);
- «…І буде правда на землі…» (1964);
- «Наші дівчата» (1966—1967);
- «В. І. Ленін і В. Я. Чубар» (1967).

Виконав ілюстрації до українських казок, до трилогії «Шлях на Київ» Семена Скляренка, повістей, романів і оповіданнь Миколи Трублаїні і інше.
Брав участь у всеукраїнських виставках з 1932 року, всесоюзник — з 1939 року. Персональна виставка художника пройшла в 1959 році у Львівському музеї українського мистецтва.
Роботи зберігаються у  Національному музеї у Львові, Кропивницькому меморіальному музеї імені М. Л. Кропивницького, Харківському художньому музеї, в галерейних і приватних колекціях в Україні та за її межами.

## Відзнаки
- Почесна грамота Президії Верховної Ради УРСР;
- Заслужений діяч мистецтв УРСР з 1964 року.